# Peter and the Wolf (David Bowie)
Peter and the Wolf (o David Bowie Narrates Prokofiev's Peter and the Wolf è un album in studio del cantautore britannico David Bowie, realizzato insieme all'Orchestra di Filadelfia e pubblicato nel 1978.

## Tracce
Side 1
1. Peter and the Wolf, Op. 67 (Sergei Prokofiev) – 27:08

Side 2
1. Young Person's Guide to the Orchestra, opus 34 (Benjamin Britten) – 17:10

Narrated by Hugh Downs, accompanied by the Boston Pops Orchestra conducted by Arthur Fiedler

## Formazione
- David Bowie – narrazione
- Orchestra di Filadelfia
- Eugene Ormandy – direttore